# Jonnik
Jonnik – wieś w Polsce położona w województwie lubelskim, w powiecie łukowskim, w gminie Stanin.
| SIMC    | Nazwa          | Rodzaj    |
| ------- | -------------- | --------- |
| 0689378 | Jonnik-Kolonia | część wsi |
| 0689384 | Płóski         | część wsi |

W latach 1975–1998 miejscowość administracyjnie należała do województwa siedleckiego.
Wieś stanowi sołectwo w gminie Stanin. Według Narodowego Spisu Powszechnego z roku 2011 wieś liczyła 342 mieszkańców.
Instytucje: Szkoła Podstawowa w Jonniku – Dyr. Halina Gajo
Wierni Kościoła rzymskokatolickiego należą do parafii Trójcy Świętej w Staninie.